# Galateja (luna)
Galateja (starogrško starogrško Γαλάτεια:: Galáteja) je Neptunov četrti notranji naravni satelit.

## Odkritje in imenovanje
Luno Galatejo je odkril Stephen P. Synnott in skupina Voyager imaging Team julija leta 1989. Takrat je dobila začasno ime S/1989 N 4.
Odkritje je bilo objavljeno 2. avgusta. Ime je dobila 16. septembra 1991  
po nereidi Galateji iz grške mitologije .

## Lastnosti
Luna Galateja ima zelo nepravilno obliko. Verjetno se od njenega nastanka njena oblika ni spreminjala z notranjimi geološkimi procesi. Izgleda kot, da je nastala z združevanjem delcev nekega Neptunovega satelita, ki je razpadel zaradi motenj, ki jih je povzročala luna Titan  kmalu potem, ko je bil ta zajet v tirnico z veliko izsrednostjo. 

Ker je njena tirnica bliže Neptunu kot bi bila sinhrona tirnica, se zaradi delovanja plimskih sil počasi približuje Neptunovi atmosferi, kjer bo razpadla. Možno je tudi, da bo razpadla v planetni obroč, ko se bo spustila pod Rocheevo mejo.

Galateja je pastirski satelit za Adamsov obroč, ki je okoli 1000 km zunaj njene tirnice. Orbitalna resonanca obroča z luno Galatejo v razmerju 42 : 43 je verjetno vzrok za nastanek loka v obroču.
Masa lune Galateje je bila ocenjena na osnovi motenj, ki jih povzroča v obroču.